# Distribució de probabilitat simètrica
En estadística, una distribució de probabilitat simètrica és una distribució de probabilitat —una assignació de probabilitats a possibles ocurrències— que no canvia quan la seva funció de densitat de probabilitat (per a la distribució de probabilitat contínua) o la funció de massa de probabilitat (per a variables aleatòries discretes) es reflecteix al voltant d'una línia vertical. en algun valor de la variable aleatòria representada per la distribució. Aquesta recta vertical és la línia de simetria de la distribució. Així, la probabilitat de trobar-se a una distància determinada en un costat del valor sobre el qual es produeix la simetria és la mateixa que la probabilitat de trobar-se a la mateixa distància a l'altre costat d'aquest valor.

## Definició formal
Es diu que una distribució de probabilitat és simètrica si i només si existeix un valor {\displaystyle x_{0}} de tal manera que
{\displaystyle f(x_{0}-\delta )=f(x_{0}+\delta )}per a tots els nombres reals {\displaystyle \delta ,}
on f és la funció de densitat de probabilitat si la distribució és contínua o la funció de massa de probabilitat si la distribució és discreta.

## Distribucions multivariants
El grau de simetria, en el sentit de simetria mirall, es pot avaluar quantitativament per a distribucions multivariants amb l'índex quiral, que pren valors en l'interval [0;1], i que és nul si i només si la distribució és simètrica mirall. Així, una distribució d-variable es defineix com a simètrica mirall quan el seu índex quiral és nul. La distribució pot ser discreta o contínua, i no cal l'existència d'una densitat, però la inèrcia ha de ser finita i no nul·la. En el cas univariant, aquest índex es va proposar com a prova no paramètrica de simetria.
Per a esfèrics simètrics continus, Mir M. Ali va donar la següent definició. Deixar {\displaystyle {\mathcal {F}}} denoteu la classe de distribucions esfèricament simètriques del tipus absolutament continu en l'espai euclidià n-dimensional amb densitat conjunta de la forma {\displaystyle f(x_{1},x_{2},\dots ,x_{n})=g(x_{1}^{2}+x_{2}^{2}+\dots +x_{n}^{2})} dins d'una esfera amb centre a l'origen amb un radi prescrit que pot ser finit o infinit i zero en qualsevol altre lloc.

## Propietats
- La mediana i la mitjana (si existeix) d'una distribució simètrica es produeixen en el punt sobre el qual es produeix la simetria.
- Si una distribució simètrica és unimodal, el mode coincideix amb la mediana i la mitjana.
- Tots els moments centrals imparells d'una distribució simètrica són iguals a zero (si existeixen), perquè en el càlcul d'aquests moments els termes negatius que sorgeixen de desviacions negatives de equilibrar exactament els termes positius derivats de desviacions positives iguals de {\displaystyle x_{0}}.
- Tota mesura de sessió és igual a zero per a una distribució simètrica.[4]